# 風俗奇譚
『風俗奇譚』（ふうぞくきたん）は、1960年1月に文献資料刊行会（後の檸檬社）が創刊した風俗雑誌である。SM、男性同性愛、女性同性愛など、当時としてはアブノーマル系の題材を扱っていた。編集者は高倉一。

## 概略
異性愛男性向けのSM記事が中心の雑誌であったが、ゲイ、レズビアン、女装、レザー、ラバーなど、当時としてはアブノーマルとされた性的指向や各種フェティシズムを幅広く取り扱い人気を博した。本誌のほか、臨時増刊号や「画法風俗奇譚」、「秘蔵版風俗奇譚」なども出していた。

創刊は1960年1月であり、現在、風俗資料館(東京・新宿)に所蔵されている。「風俗奇譚」の誌名は1974年10月号までで、翌月号から「SMファンタジア」（1974年11月号-1975年9月号までの11冊で休刊）に改めている。1980年代には「復刊・風俗奇譚」として5冊刊行され、最終号は1982年7月号（復刊5号・オール読物8月増刊号）である。

## 風俗奇譚と男性同性愛
商業誌としては、日本初の男性同性愛専用ページが常設された雑誌であり、後の商業ゲイ雑誌に多大な影響を与えた。編集者の高倉一は、会員制の男性同性愛同人誌「薔薇」（1964年7月創刊）も4年ほど出していた。
風俗奇譚では、後に「薔薇族」の創刊に関わった藤田竜と間宮浩がライターとして知り合っており、「薔薇族」の表紙絵も書いた大川辰次、「薔薇族」や後に「さぶ」に移り表紙絵を描いた三島剛、さらに船山三四、平野剛ら、後に商業ゲイ雑誌に舞台を移して活躍することになるゲイ作家がデビューしている。会員制「薔薇」にも間宮や大川、平野、三島剛らが作品を寄せている。
また風俗奇譚にはゲイ同士の文通欄があったり、発展旅館の広告が掲載されていた。
先発の奇譚クラブに比して女装関係の記事も多く、1961年1月号からは女装者専用の交際欄「女装愛好の部屋」が設けられた。僅か2ページだけだったが常設の女装ページが登場した雑誌としては日本初だった。